# Geologie und Landschaftsentwicklung in Brandenburg
Der Artikel beschreibt die Geologie, die Landschaftsentwicklung und die Böden in Brandenburg und in Berlin. Die Länder Brandenburg und Berlin (nachfolgend als Brandenburg zusammengefasst) liegen im Norddeutschen Tiefland und wurden entscheidend durch die wiederholten Vorstöße des skandinavischen Inlandeises während des Eiszeitalters geprägt.

## Festgesteinsvorkommen und tieferer Untergrund

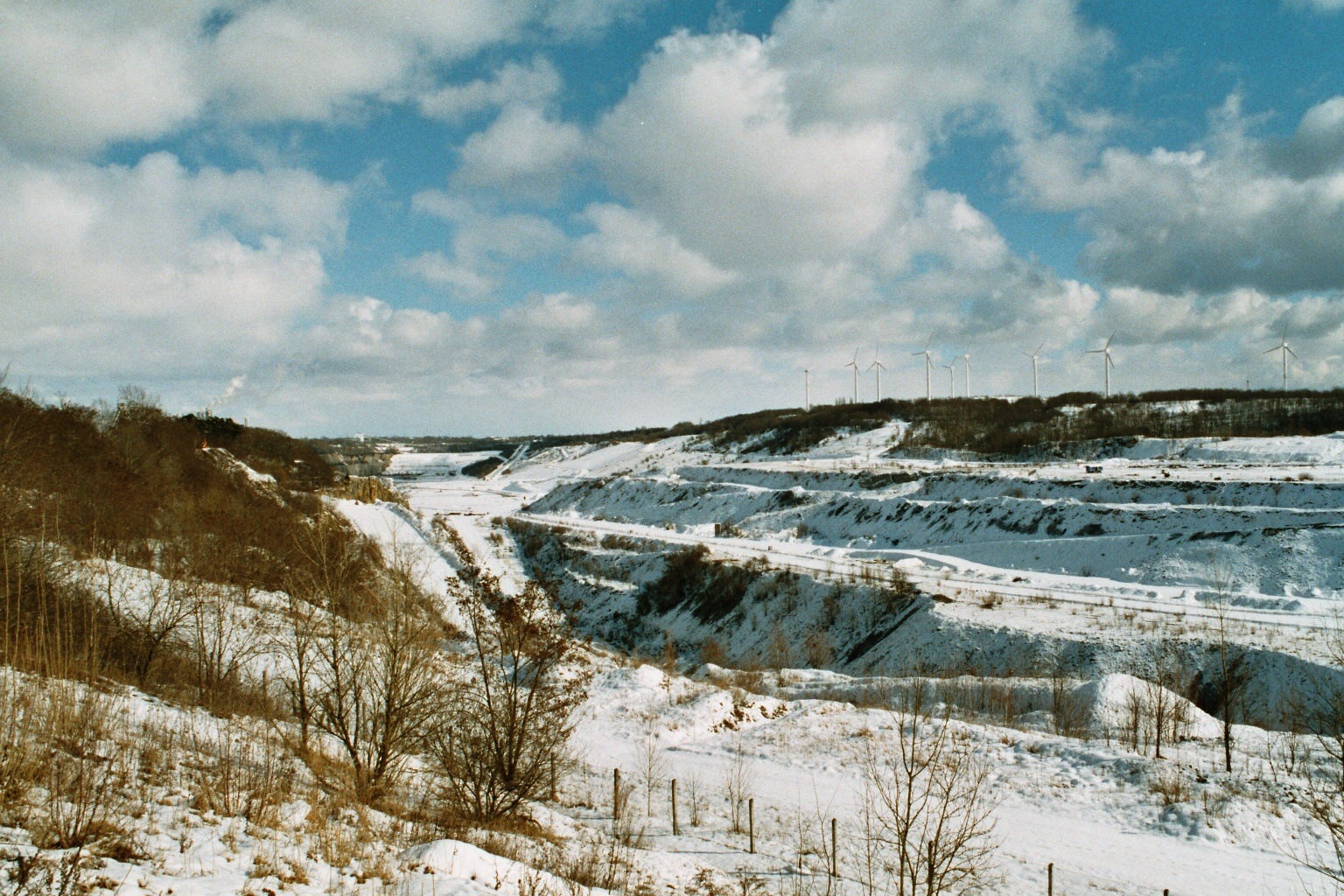
Tagebau Rüdersdorf im Winter

Als Besonderheit stehen in Brandenburg an sechs eher kleinräumigen Stellen geologisch alte Festgesteine an der Erdoberfläche an, die die Decke der tertiären und eiszeitlichen Ablagerungen durchragen.
Vier Vorkommen befinden sich in Südbrandenburg. Dort findet man geologisch sehr alte Gesteine, Quarzite und Grauwacken aus dem jüngeren Präkambrium. Sie vermitteln zu den weiter südlich großflächig anstehenden Festgesteinen Sachsens. Die beiden Vorkommen am Koschenberg (bei Großkoschen) und bei Großthiemig liegen auch unmittelbar an der Grenze zu Sachsen. Als Ausflugsziel bekannt ist weiterhin der Rothsteiner Felsen in Rothstein. Aber bereits wenige Kilometer nördlich des Rothsteiner Felsens und des weniger bekannten Quarzitvorkommens von Fischwasser (Gem. Heideland) befinden sich die sogenannten Mitteldeutschen Hauptabbrüche, die lokal als Lausitzer Hauptabbruch bezeichnet werden. Dort tauchen die alten Gesteine schnell in große Tiefen ab und spielen deshalb für den geologischen Bau Brandenburgs nur eine untergeordnete Rolle.
Mittel- und Nordbrandenburg gehören daher zum großen Norddeutsch-Polnischen Becken, welches seit der Zeit des Perms mehr oder weniger stark absinkt und mit mehrere Kilometer mächtigen Ablagerungen gefüllt wurde. Dabei überwiegen Meeresablagerungen, vor allem Tonsteine, Sandsteine und Kalksteine. Sie belegen, dass Brandenburg in der geologischen Geschichte meist ein Meeresgebiet und kein Festland war.
Die beiden Festgesteinsvorkommen in Mittelbrandenburg, Sperenberg und Rüdersdorf, verdanken ihre Entstehung dem Vorhandensein eines Salzstockes bzw. eines Salzkissens im Untergrund. Die aufwärts gerichtete Wanderung des zechsteinzeitlichen Steinsalzes hat in Sperenberg alle ehemals darüber befindlichen Gesteine durchstoßen, so dass dort Gips als Lösungsrückstand der Salze ansteht. In Rüdersdorf wurde durch das aufsteigende Salz Kalkstein aus der Zeit des Muschelkalkes an die Oberfläche gehoben.
Alle Festgesteinsvorkommen wurden bzw. werden als Steinbruch für die Baustoffgewinnung genutzt.

## Ablagerungen der Braunkohlenzeit (Tertiär)

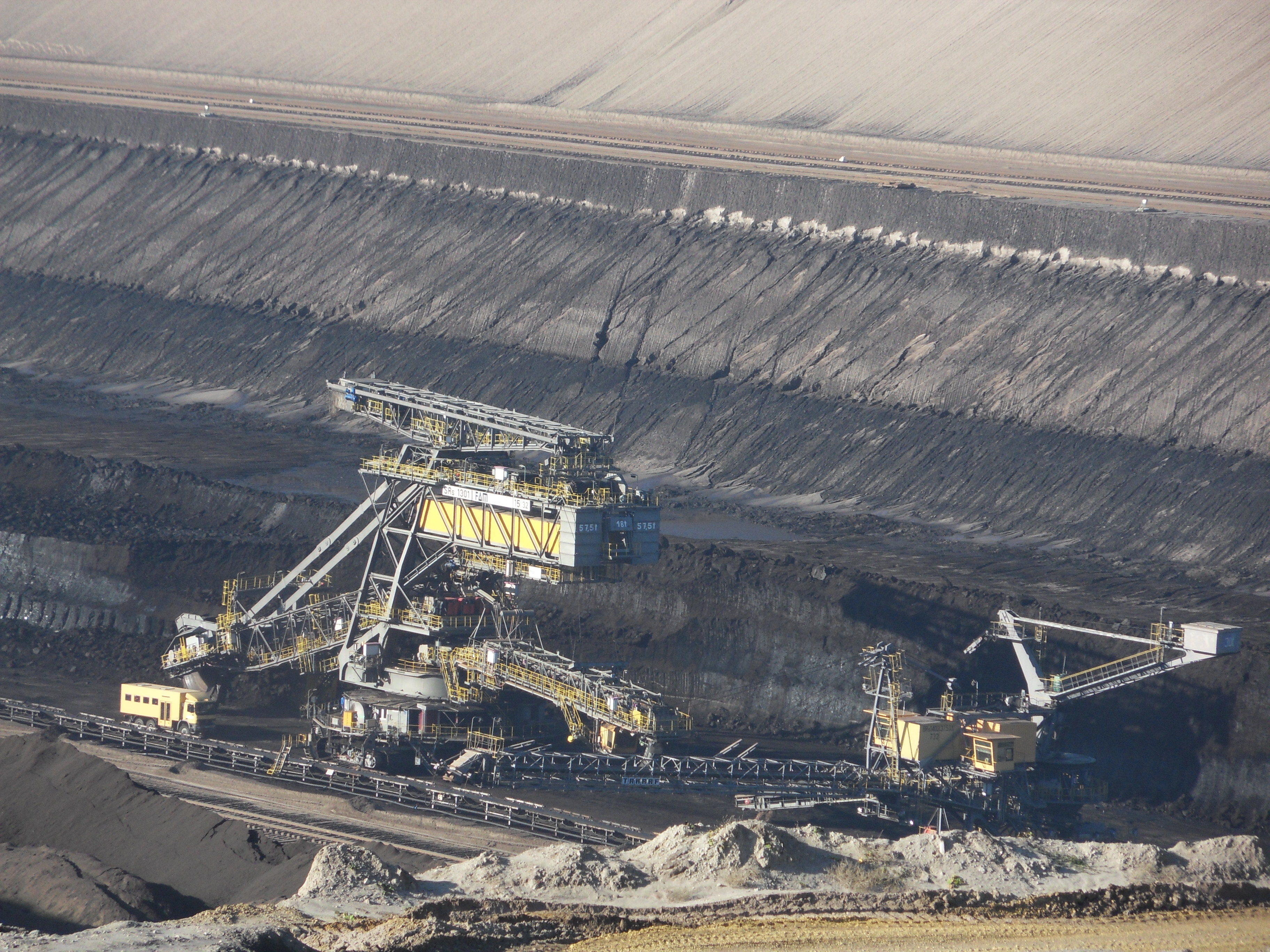
Im Tagebau Welzow-Süd wird Braunkohle aus dem Miozän abgebaut.

Die Ablagerungen des Tertiärs sind in Brandenburg nahezu flächendeckend vorhanden, jedoch meist von den jüngeren Ablagerungen des Eiszeitalters überdeckt. Ihre Mächtigkeit schwankt stark und liegt zwischen wenigen Metern und mehr als einem halben Kilometer. Tendenziell nimmt die Mächtigkeit der tertiären Ablagerungen von Süden nach Norden zu, was gut die stärkere tektonische Absenkung Nordbrandenburgs widerspiegelt. Während des Tertiärs kam es wiederholt zu Meeresvorstößen aus dem Nordwesten bis über die südliche Landesgrenze hinaus und umgekehrt zum Rückzug des Meeres, so dass es in dieser Zeit auch längere Festlandszeiten gab.
In Brandenburg spielen innerhalb des Tertiärs vor allem die Abschnitte des Oligozäns und des Miozäns eine große Rolle. Im Oligozän (zwischen 34 und 23 Mio. Jahren vor heute) wurde nahezu ganz Brandenburg vom Meer überflutet, in dem sich der sogenannte Rupel- (oder Septarien-)ton ablagerte. Er wird, wo er an der Oberfläche zu finden ist, als Rohstoff für die Bauindustrie abgebaut. Andererseits ist er im Untergrund der wichtigste Grundwasserstauer des Landes. Er verhindert wirkungsvoll den Aufstieg versalzenen Grundwassers aus größeren Tiefen.
In der folgenden Zeit des Miozäns (zwischen 23 und 5 Mio. Jahren) kam es mehrfach zum Vorstoß des Meeres und anschließendem Rückzug. In dem meist flachen Wasser kamen vor allem Sande zur Ablagerung. Deutlich bekannter sind aber die Braunkohlen, die sich in Küstenmooren am Ufer des damaligen Meeres bildeten. Sie sind in ganz Brandenburg verbreitet, werden aber nur in Südbrandenburg abgebaut. Im mittleren und nördlichen Brandenburg ist einerseits die Decke der überlagernden Sedimente zu groß und andererseits die Mächtigkeit der Kohlenflöze geringer, da diese Regionen bei den Meeresvorstößen schneller überflutet wurden.
Wirtschaftlich spielt die Braunkohle bis heute in Brandenburg eine zentrale Rolle.

## Elstereiszeit, Holsteinwarmzeit und frühe Saaleeiszeit

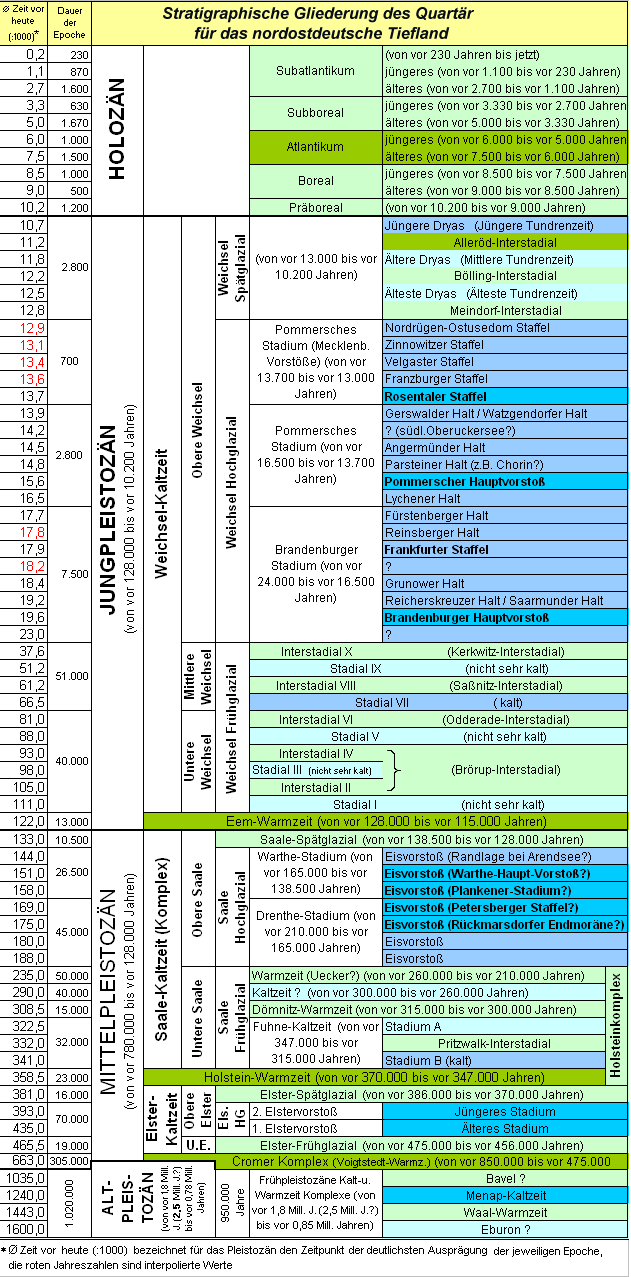
Stratigraphische Tabelle für die eiszeitlichen Ablagerungen in Nordostdeutschland

Ablagerungen aus dem Eiszeitalter, die älter sind als die Elstereiszeit, wurden bisher in Brandenburg nicht sicher nachgewiesen. Die Sedimente der ersten Eisvorstöße während der Elstereiszeit, die bis über die südlichen Landesgrenzen hinaus reichten, sind hingegen im Untergrund Brandenburgs sehr weit verbreitet. Sie können Mächtigkeiten bis zu mehr als 100 m erreichen. Besonders mächtig werden sie als Füllung Glazialer Rinnen. Elsterzeitliche Sedimente bestehen in Brandenburg überwiegend aus Geschiebemergel und Absätzen von Eisstauseen, die während zweier Hauptvorstoßphasen abgelagert wurden. Schmelzwassersande und Kiese treten vor allem in Mittel- und Nordbrandenburg zurück. Auf Grund der Überlagerung mit den ebenfalls sehr mächtigen saalezeitlichen Sedimenten, stehen sicher elsterzeitliche Ablagerungen aber nur ganz vereinzelt direkt an der Erdoberfläche an. Auch zeigt die Oberkante der elsterzeitlichen Ablagerungen meistens keine Beziehung zur heutigen Oberfläche.
In der Holsteinwarmzeit, die auf die Elstereiszeit folgte, bildeten sich vor allem im mittleren und östlichen Brandenburg großflächig Seeablagerungen. Es kamen sehr verschiedenartige Sedimente zum Absatz. Dazu gehören Mudden, Kieselgur und Tone mit der charakteristischen Schneckenart Paludina. In den Fünfeichener Höhen bei Eisenhüttenstadt sind diese Ablagerungen an der Erdoberfläche zu finden. Auf dem Höhepunkt der Warmzeit kam es aus dem Nordseebecken zu einer Transgression (Vorstoß) des Meeres bis in den Berliner Raum, so dass bis dorthin marin-brackische Ablagerungen zu finden sind.
Weiterhin lagerten die aus dem Süden kommenden Flüsse in der Holsteinwarmzeit und vor allem in der langen Frühphase der Saaleeiszeit bedeutende Mengen an Sand und Kies ab, die heute im südlichen und mittleren Brandenburg eine große Bedeutung als Grundwasserspeicher und als Baustoff haben. Die Elbe floss etwa von Torgau ab nach Norden und querte den damals noch nicht existierenden Niederen Fläming. Die meistens sandig bis kiesigen Ablagerungen dieses Berliner Elbelaufes sind im Untergrund des Flämings und des Teltows weit verbreitet. Ebenso verbreitet sind die Schotter der Lausitzer Neiße in Südostbrandenburg, die dort lokal als Tranitzer Fluviatil bezeichnet werden.

## Saaleeiszeit
Die während der beiden saalezeitlichen Eisvorstöße (Drenthe und Warthe) abgelagerten Sedimente übertreffen in ihrer Mächtigkeit sowohl die elster- als auch die weichselzeitlichen Ablagerungen. Vielerorts sind sie deutlich mächtiger als 100 m.
In der ersten Vorstoßphase, dem Drenthestadium, wurde Brandenburg letztmals vollständig vom Inlandeis bedeckt. Der Gletscher erreichte am Nordrand der Mittelgebirge seine maximale Ausdehnung. Abgelagert wurden in der Vorstoßphase sehr mächtige Schmelzwassersande und während der Eisbedeckung ein relativ mächtiger Geschiebemergel, der oft 30 m Mächtigkeit überschreitet. Vor allem in der Lausitz kommen auch Ablagerungen von Eisstauseen vor. Südlich der Maximalausdehnung des jüngeren Warthevorstoßes stehen die drenthezeitlichen Ablagerungen großflächig an der Erdoberfläche an. Vor allem die Schmelzwassersande werden oft in Kiesgruben abgebaut.
Der jüngere Warthevorstoß stieß zwar nur noch bis auf den Fläming und den Lausitzer Grenzwall vor; dennoch hatte dieser Vorstoß eine große Dynamik. Die Mächtigkeit der warthezeitlichen Sedimente, vor allem Eisstauseeablagerungen und Geschiebemergel, ist vielerorts sehr groß, andererseits hat das Inlandeis während dieser Phase den Untergrund sehr stark gestaucht. So wurden an zahlreichen Stellen in Brandenburg die deutlich älteren tertiären Ablagerungen wie die Braunkohle oder der Rupelton bis an die Oberfläche gepresst (z. B. Rauensche Berge und bei Bad Freienwalde (Oder)). Weiterhin wurde durch diesen Vorstoß das vorher eher ausgeglichene Relief merklich belebt. Viele der heutigen Hochgebiete Brandenburgs, auch im nördlichen, später noch vom Weichseleis bedeckten Teil, wurden zu dieser Zeit angelegt. Das Relief des Flämings und des Lausitzer Grenzwalles erfuhr seine entscheidende Prägung. Mehrere Endmoränenzüge sind dort noch erhalten. Südlich schließen sich gemäß der Glazialen Serie Sanderflächen an, die in das Lausitzer Urstromtal münden, welches ebenfalls zu dieser Zeit entstand. In der westlichen Prignitz hingegen, die ebenfalls nicht vom Weichseleis erreicht wurde, sind die Verhältnisse komplizierter und noch nicht eindeutig geklärt.
Auf dem Fläming, dem Lausitzer Grenzwall und in der Prignitz stehen die Ablagerungen des Warthevorstoßes großflächig an. Aber auch im später vom Weichseleis überfahrenen Gebiet finden sich saalezeitliche Ablagerungen des Öfteren an der Oberfläche oder in unmittelbarer Nähe. Besonders die Eisstauseeablagerungen wurden bzw. werden in zahlreichen Tongruben abgebaut.

## Eemwarmzeit und Weichseleiszeit

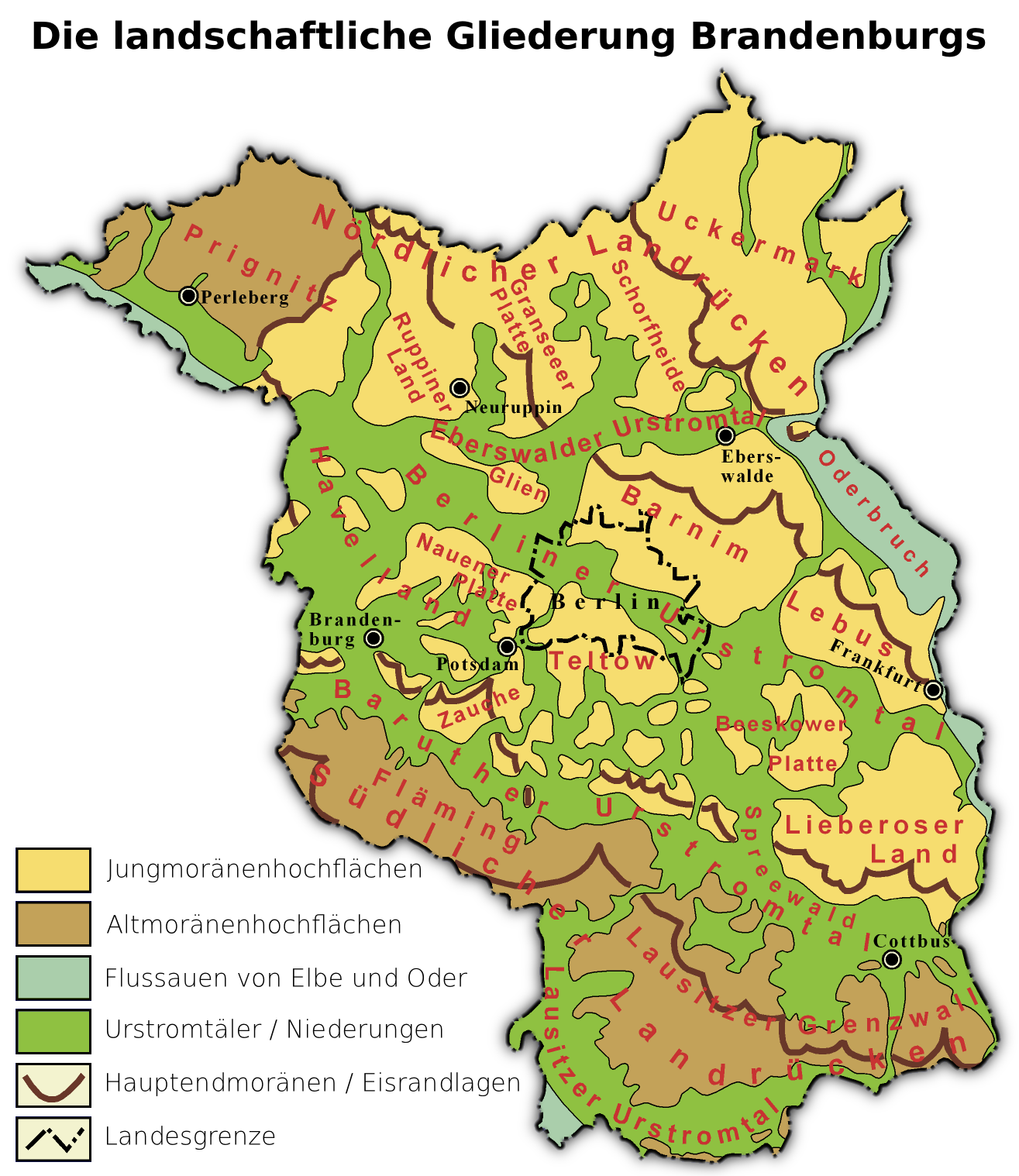
Die landschaftliche Gliederung Brandenburgs

Anders als die Ablagerungen der Holsteinwarmzeit, die in Brandenburg großflächig vorkommen, sind diejenigen der Eemwarmzeit zwar in zahlreichen aber eher kleinen Becken abgelagert worden. Sie sind über das ganze Land verteilt; der Schwerpunkt befindet sich aber im südlichen Brandenburg, wo die Eemvorkommen meistens in Oberflächennähe anstehen. Die warmzeitlichen Ablagerungen bestehen für gewöhnlich aus verschiedenen Mudden und Torfen, die in Seen und Sümpfen abgelagert wurden.
Die lange Zeit des Weichselfrühglazials, in der Brandenburg noch nicht von den skandinavischen Gletschern erreicht wurde, ist durch periglaziale, das heißt unter kalten Klimabedingungen abgelagerte Sedimente vertreten. Hier überwiegen vor allem Sande und Schluffe. Vor allem das Lausitzer Urstromtal wurde dadurch um mehrere Meter aufgehöht. Andererseits kam es in den Hochlagen zu Abtragungsvorgängen. Die nach der Saale- und der Eemzeit vorhandene Jungmoränenlandschaft wurde allmählich in eine Altmoränenlandschaft umgewandelt. Alle eemzeitlichen Seen verlandeten. Auf den Hochflächen bildeten sich durch den vom Wind transportierten Sand Windkanter.
Erst in der jüngsten Hochphase der Weichselvereisung, vor weniger als 25.000 Jahren wurde Brandenburg letztmals vom Inlandeis erreicht. Vor etwa 20.000 Jahren erreichte der Gletscher seine maximale Ausdehnung an der Brandenburger Eisrandlage und bedeckte ca. zwei Drittel der Landesfläche. An der Basis der hochweichselzeitlichen Ablagerungen findet sich vor allem in Mittelbrandenburg der sogenannte Rixdorfer Horizont (nach Rixdorf, dem heutigen Neukölln). Er ist grobkörnig (Kiese und Gerölle), enthält häufig Knochen eiszeitlicher Großsäuger, wie Mammut und Wollnashorn und besitzt deshalb für Fossiliensammler einen großen Wert. Darüber folgen meistens Sande aus der Vorstoßphase des Eises, die im Durchschnitt 10–20 m mächtig sind. Der hangende Geschiebemergel ist vor allem in Mittelbrandenburg auffällig geringmächtig. Nur selten erreicht er mehr als 5 m Dicke; oft fehlt er sogar. Insgesamt bleibt deshalb die Mächtigkeit der weichselzeitlichen Ablagerungen deutlich hinter denen der älteren Vereisungsphasen zurück.

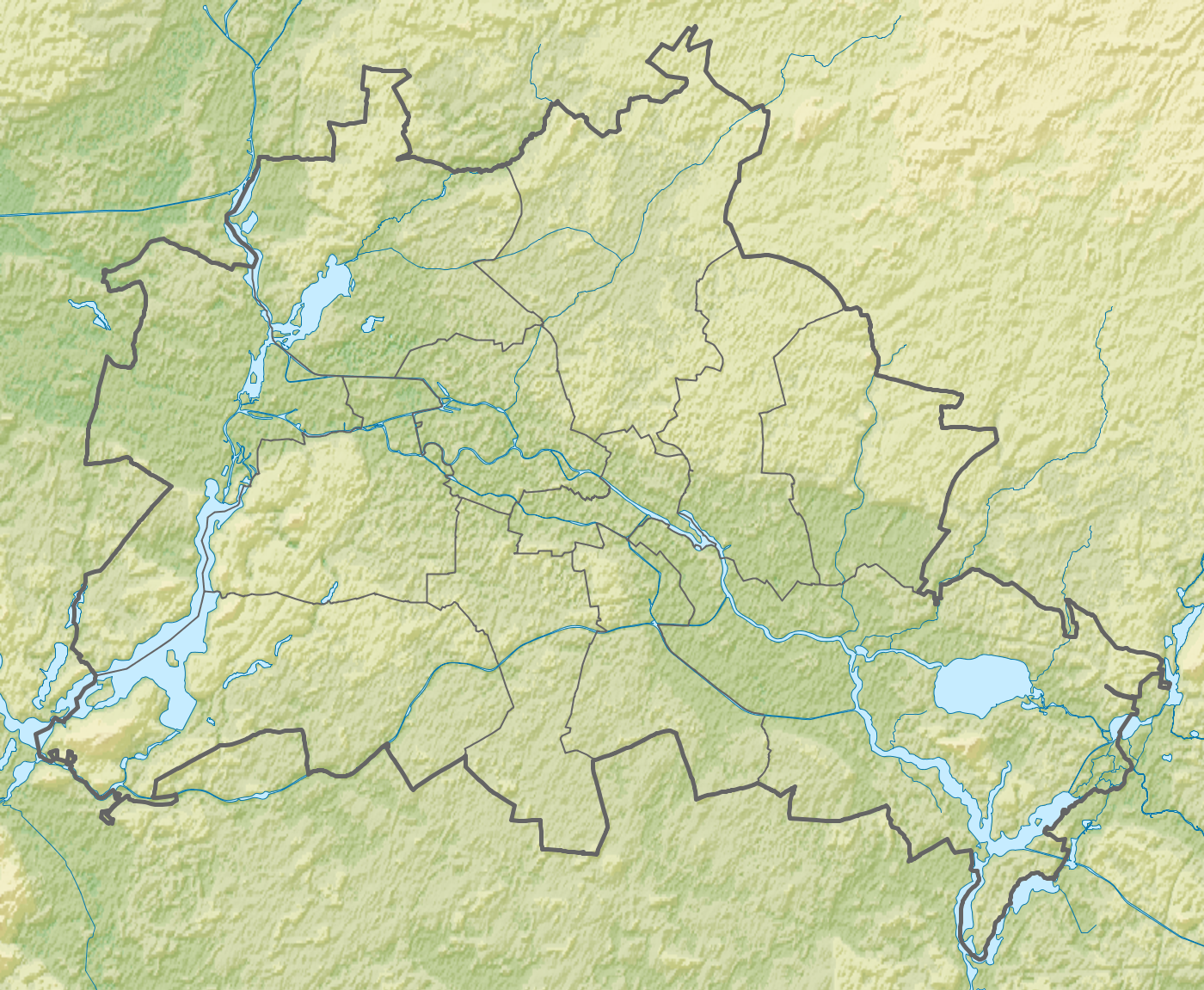
Reliefkarte von Berlin

Die weichselzeitlichen Eisvorstöße werden in zwei große Phasen unterteilt, das Brandenburger und das Pommersche Stadium. Während im Brandenburger Stadium das Eis maximal nach Süden vorstieß – bis ca. 50 km südlich von Berlin –, blieb der maximale Vorstoß während der Pommerschen Phase 60 km nordöstlich der Stadt liegen. Ähnlich wie in der Saaleeiszeit beim Warthestadium sind aber die weichselzeitlichen Sedimente des Pommerschen Stadiums deutlich mächtiger als die des Brandenburger Stadiums.
Die Linie des weitesten Vordringens der weichselzeitlichen Gletscher wird als Brandenburger Eisrandlage bezeichnet. Lokal stieß das Eis in einem ersten Vorstoß noch etwas darüber hinaus nach Süden vor. Ihre Ausprägung schwankt stark. Bereiche mit sehr kräftigen Endmoränen und großen vorgelagerten Sandern wechseln mit Strecken, auf denen sowohl die Endmoränen als auch die Sander fehlen können. Zur Zeit der Brandenburger Eisrandlage entstand das Baruther Urstromtal. Der nächste über größere Strecken zu verfolgende Endmoränenzug, die Frankfurter Eisrandlage verläuft erst nördlich von Berlin über das Land Lebus und den Barnim. Sie ist in der Fachliteratur jedoch nicht unumstritten, da sie sich in ihrem Verlauf stark an die älteren, saalezeitlich gebildeten Stauchmoränen anlehnt. Echte Endmoränen wurden während der Frankfurter Eisrandlage nur untergeordnet gebildet. Der Geschiebemergel nördlich der Eisrandlage entspricht dem des Brandenburger Vorstoßes. Auch die zugehörigen Sander sind eher geringmächtig und nicht flächendeckend vorhanden. Sie bilden sogenannte Schlauchsander, die die ältere Grundmoräne nur teilweise verschüttet bzw. erodiert haben. Während der Zeit der Frankfurter Eisrandlage wurde das Berliner Urstromtal gebildet. Die zahlreichen zwischen dem Baruther und dem Berliner Urstromtal vorhandenen Urstromtalungen entstanden, als die beiden benachbarten Haupttäler noch nicht vollständig in bzw. außer Betrieb waren. Typisch für das Brandenburger Stadium sind weiterhin zahlreiche Glaziale Rinnen, die als langgestreckte Hohlformen, oft mit Seen gefüllt, die Landschaft merklich beleben.

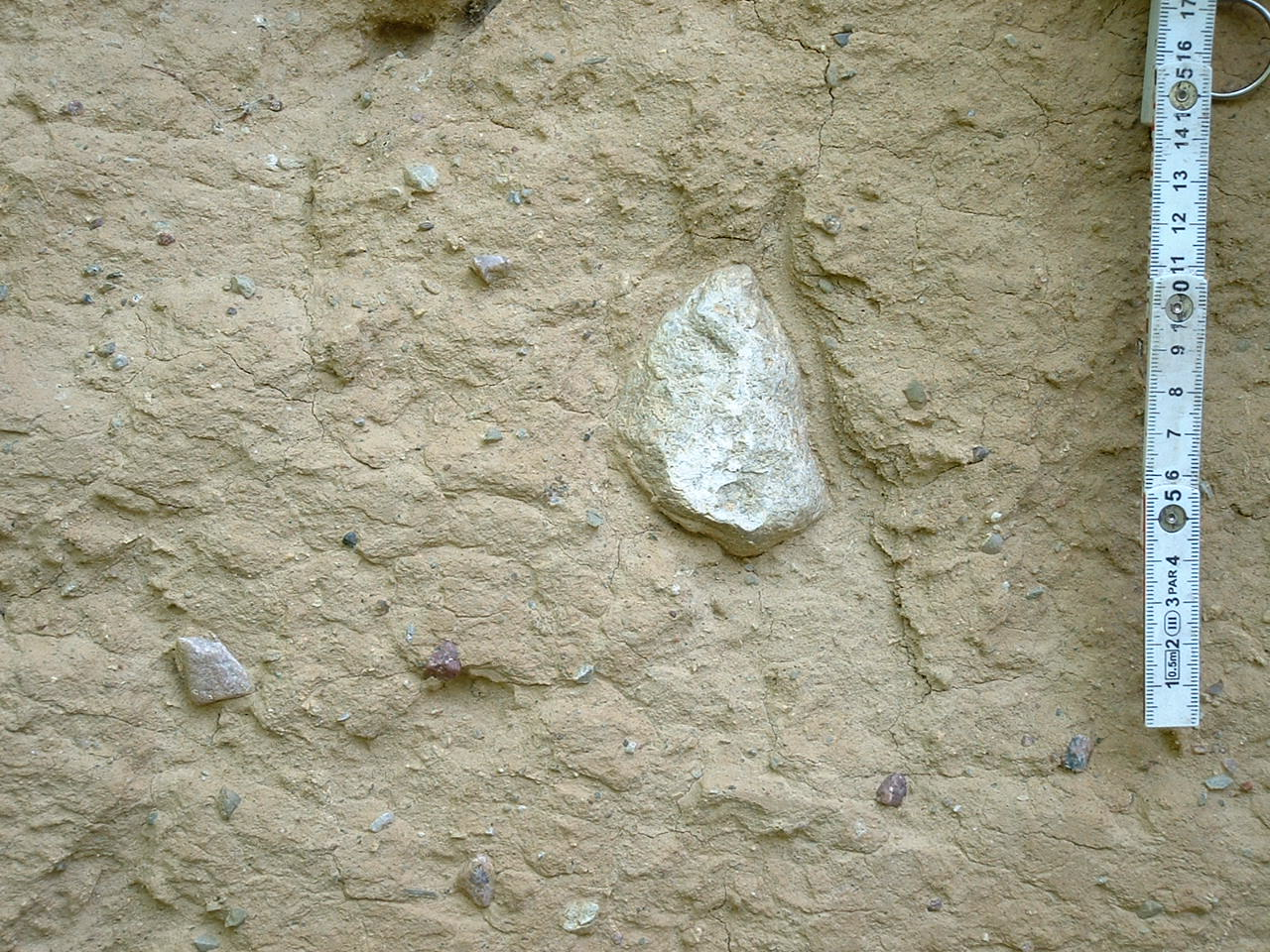
Geschiebemergel im Aufschluss bei Stolpe (Landkreis Uckermark)

Die Pommersche Eisrandlage (vor ca. 16.000 Jahren) kann als der am besten ausgebildete Endmoränenzug in Norddeutschland bezeichnet werden. Mustergültig ist er zum Beispiel bei Chorin ausgebildet. Die Endmoränen sind kräftig, oft als Blockpackung ausgebildet. Südlich schließen sich ausgedehnte Sander an, z. B. die Schorfheide, die in das Eberswalder Urstromtal einmünden. Auch die Grundmoränenlandschaft nördlich der Endmoränen ist sehr gut ausgebildet und teilweise extrem wellig. Regelmäßig geformte Drumlins sind aber nur ganz vereinzelt zu finden. Auch ist der Geschiebemergel der Pommerschen Phase mit bis zu 40 m deutlich mächtiger als derjenige des Brandenburger Vorstoßes. Einige kleinere Endmoränenzuge nördlich der Pommerschen Hauptendmoräne sind vorhanden, wenn auch wieder undeutlicher. Auch ihre Sander entwässerten zum Eberswalder Urstromtal (Verschachtelung der Glazialen Serie). Vor etwa 14.000 Jahren wurde Brandenburg endgültig eisfrei. Noch über Brandenburger Gebiet abfließende Schmelzwässer formten das Tal der Randow, eine Urstromtalung.

## Ausgehende Eiszeit und Nacheiszeit (Holozän)
Unmittelbar nach dem Rückschmelzen des Inlandeises setzten unter dem nach wie vor kalten Klima periglaziale Vorgänge ein. Als wichtigste sind die Bildung eines Dauerfrostbodens und die Verwehung von Sand durch den Wind zu nennen. Während der Dauerfrostboden zum Beispiel wesentlich zur Bildung der heute in Brandenburg weit verbreiteten Trockentäler beitrug, wurden durch den Wind einerseits durch Abtragung Windkanter und Deflationswannen, andererseits durch die Ablagerung des Sandes Binnendünen gebildet.
Am Ende der Eiszeit kam es in den ersten Wärmephasen, die als Bölling und Alleröd bezeichnet werden, zum Schwinden des Dauerfrostbodens. Dadurch schmolzen endgültig die noch verbliebenen Toteisblöcke aus und die meisten der brandenburgischen Seen entstanden.
In der Nacheiszeit kam es vor allem in den Senken und Niederungen zu Ablagerungsprozessen. In den Seen bildete sich vor allem Mudde, so dass heute bereits ein großer Teil der ehemals vorhandenen Seebecken wieder verlandet ist. Auf den alten Seen, aber auch direkt auf den eiszeitlichen Ablagerungen, wuchs aufgrund steigender Grundwasserstände zunehmend Torf auf; Moore bildeten sich. So ist Brandenburg heute eines der moorreichsten Bundesländer.
Wesentliche Umgestaltungen gab es in der Nacheiszeit auch in den großen Flusstälern von Elbe und Oder. Die Havel, die Spree und die anderen, eher kleinen Flüsse wirkten nur räumlich eng begrenzt umgestaltend und verändernd.
Im Laufe der Nacheiszeit wurde zunehmend auch der Mensch ein geologischer Faktor.

## Böden
Auf Grund der Vielgestaltigkeit der eiszeitlichen Ablagerungen in Brandenburg sind die daraus entstandenen Bodengesellschaften sehr heterogen. Ihre Ertragsfähigkeit reicht von extrem nährstoffarm und unfruchtbar bis hin zu sehr fruchtbar.
Die ertragreichsten und fruchtbarsten Böden finden sich einerseits auf dem Fläming in einem Sandlössgürtel zwischen den Städten Bad Belzig und Dahme. Andererseits existieren sehr fruchtbare, der Schwarzerde ähnliche Böden in Teilen der Uckermark im Nordosten des Landes. Die Böden dort haben sich auf schluffigem Geschiebemergel oder ebenfalls schluffigen Eisstauseeablagerungen entwickelt. Vergleichsweise fruchtbar sind auch die anderen ausgedehnten Grundmoränenflächen in Brandenburg, auf denen Geschiebemergel ansteht. Am weitesten verbreitet sind auf diesen Standorten Lessivés, meistens in Form der Fahlerde. Aber auch Parabraunerden und Übergangstypen zur Braunerde kommen häufig vor. Stauvernässungen, die zur Bildung von Pseudogleyen führten, sind zwar vorhanden; aufgrund des relativ trockenen Klimas sind sie aber in Brandenburg deutlich weniger verbreitet als in Westdeutschland. Zu den fruchtbaren Böden Brandenburgs werden auch die Aueböden des Elbtales im Westen und des Odertales im Osten des Landes gerechnet. Ihre flächenmäßig größte Verbreitung und gleichzeitig intensivste Nutzung haben sie im Oderbruch. Als Bodentypen kommen dort vor allem Vegen vor.

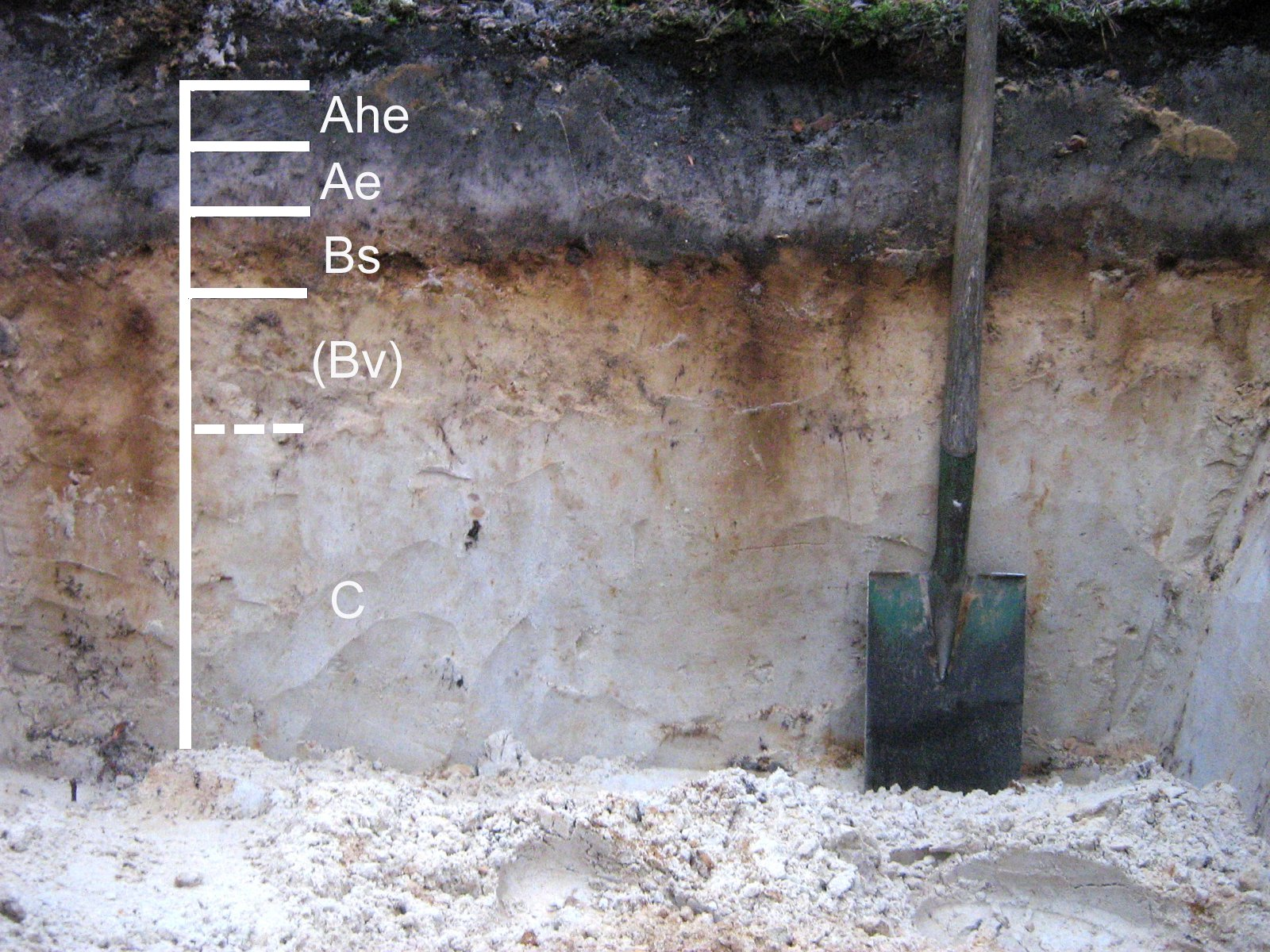
Braunerde-Podsol aus Glazifluvialem Sediment (Mittelfeinsand) eines Beckens an den Krausnicker Bergen

Deutlich weniger ertragreich sind die ebenfalls weit verbreiteten Böden auf den Schmelzwassersandflächen, die über einen extrem hohen Quarz- und Feldspatgehalt bei gleichzeitiger Bodentrockenheit verfügen. Minerale, die bei ihrer Verwitterung Nährstoffe freisetzen bzw. speichern können, stehen deshalb kaum zur Verfügung. Als Boden entwickelten sich daher bevorzugt Braunerden, die Merkmale der Podsolierung zeigen. Echte Podsole entwickelten sich aufgrund der relativen Trockenheit auf diesen Standorten nur untergeordnet. Diese Flächen werden aktuell meistens forstwirtschaftlich genutzt und tragen Kiefernwälder. Podsole und dem Podsol verwandte Böden findet man aber häufig auf den extrem nährstoffarmen Dünenflächen, die in Brandenburg sehr weit verbreitet sind.
Aufgrund der ausgedehnten Niederungen haben im Land Brandenburg sowohl die Gleye als auch die Moorböden eine große Verbreitung. Die Gleye finden sich großflächig vor allem innerhalb der Urstromtalungen, bei denen das Grundwasser wenige Dezimeter unter Flur ansteht. Übergangstypen, vor allem zu den Braunerden und Podsolen, sind häufig. Aufgrund der starken Melioration und der damit verbundenen Grundwasserabsenkung muss aktuell das Vorkommen vieler Gleyböden als Relikt angesehen werden. Moore finden sich in Brandenburg großflächig in den vernässten Urstromtälern. Dort handelt es sich meistens um Versumpfungsmoore. Die Torfmächtigkeit ist aber für gewöhnlich gering. Die Moore auf den Grundmoränenflächen und innerhalb der Toteislandschaften hingegen haben zwar meistens eine geringere Ausdehnung; sie sind aber sehr zahlreich und die Moormächtigkeit kann vor allem bei Verlandungsmooren bedeutend werden. Auch die Moorböden wurden durch den Menschen intensiv verändert, so dass der Großteil der brandenburgischen Moore trockengelegt wurde und nicht mehr aktiv wächst.
In den Siedlungen, vor allem in Berlin sind die anthropogenen (vom Menschen erzeugten) Böden und Stadtböden weit verbreitet. Man kann sie als junge Rohböden ansprechen. Es überwiegen Lockersyroseme und Pararendzinen. Vereinzelt finden sich auch Hortisole (Gartenböden), Regosole und Kolluvisole.